# Ela Que Mora no Andar de Cima
Ela Que Mora no Andar de Cima é um filme brasileiro, do gênero drama, dirigido por Amarildo Martins e escrito por Alana Rodrigues. É protagonizado por Marcélia Cartaxo e Raquel Rizzo.
O filme foi apresentado no Mostra de Cinema de Tiradentes e também no Festival Mix Brasil de Cultura da Diversidade, além de outros festivais de curtas-metragens.

## Sinopse
Luzia é convidada por sua vizinha do andar de cima, a confeiteira Carmem, para ser sua "cobaia" experimentando seus novos doces. Aos poucos, elas vão criando uma amizade que vai evoluindo para um amor platônico de Luzia, que mesmo não sendo correspondida, vive intensamente suas novas descobertas.

## Elenco
- Marcélia Cartaxo como Luzia
- Raquel Rizzo como Carmem